# Herlev Rebels 2019
Questa voce raccoglie le informazioni riguardanti gli Herlev Rebels nelle competizioni ufficiali della stagione 2019.

## 1. division 2019

### Prima fase
| Herlev 7 aprile 2019, ore 14:00 1ª giornata | Herlev Rebels | 0 – 36 referto | Ørestaden Spartans | Kildegårdsskolen |

| Copenaghen 20 aprile 2019, ore 14:00 3ª giornata | Copenhagen Tomahawks | 12 – 6 referto | Herlev Rebels | Valby Idrætspark |

| Herlev 28 aprile 2019, ore 14:00 4ª giornata | Herlev Rebels | 0 – 22 referto | Amager Demons | Kildegårdsskolen |

| Viborg 17 maggio 2019, ore 14:00 7ª giornata | Midwest Musketeers | 46 – 6 referto | Herlev Rebels | Viborg Katedralskole |

| Helsingør 2 giugno 2019, ore 14:00 10ª giornata | Kronborg Knights | 58 – 6 referto | Herlev Rebels | Knights Field |

| Copenaghen 16 giugno 2019, ore 14:00 12ª giornata | Ørestaden Spartans | 50 – 0 (a tavolino) referto | Herlev Rebels | Boldfælleden |

### Seconda fase
| Herlev 25 agosto 2019, ore 14:00 Turno 2 | Herlev Rebels /Holbæk Red Devils | 0 – 35 referto | Midwest Musketeers | Kildegårdsskolen |

| Copenaghen 8 settembre 2019, ore 14:00 Turno 4 | Copenhagen Tomahawks | 58 – 12 referto | Herlev Rebels/ Holbæk Red Devils | Valby Idrætspark |

| Helsingør 21 settembre 2019, ore 15:30 Turno 6 | Kronborg Knights | 53 – 0 referto | Herlev Rebels/ Holbæk Red Devils | Knights Field |

## Statistiche di squadra
| Competizione | %Vittorie | In casa | In casa | In casa | In casa | In casa | In casa | In trasferta | In trasferta | In trasferta | In trasferta | In trasferta | In trasferta | Totale | Totale | Totale | Totale | Totale | Totale |
| Competizione | %Vittorie | G       | V       | N       | P       | Pf      | Ps      | G            | V            | N            | P            | Pf           | Ps           | G      | V      | N      | P      | Pf     | Ps     |
| ------------ | --------- | ------- | ------- | ------- | ------- | ------- | ------- | ------------ | ------------ | ------------ | ------------ | ------------ | ------------ | ------ | ------ | ------ | ------ | ------ | ------ |
| Prima fase   | .000      | 2       | 0       | 0       | 2       | 0       | 58      | 4            | 0            | 0            | 4            | 18           | 166          | 6      | 0      | 0      | 6      | 18     | 224    |
| Seconda fase | .000      | 1       | 0       | 0       | 1       | 0       | 35      | 2            | 0            | 0            | 2            | 12           | 111          | 3      | 0      | 0      | 3      | 12     | 146    |
| Totale       | .000      | 3       | 0       | 0       | 3       | 0       | 93      | 6            | 0            | 0            | 6            | 30           | 277          | 9      | 0      | 0      | 9      | 30     | 370    |